# Influencer (film)
Influencer is een Amerikaanse psychologische horrorfilm uit 2022, geregisseerd door Kurtis David Hader in samenwerking met Tesh Guttikonda. De hoofdrollen worden vertolkt door Cassandra Naud, Emily Tennant, Rory J. Saper en Sara Canning.

## Verhaal
Sociale media-influencer Madison worstelt met eenzaamheid tijdens het backpacken in Thailand. Totdat ze CW ontmoet, die haar een onbevangen manier van leven leert. Nadat ze Madison allerlei bezienswaardigheden heeft laten zien, heeft CW nog één verrassing: een verborgen onbewoond eiland. Eenmaal daar neemt CW's interesse in Madison een duistere wending aan. 

## Rolverdeling
| Acteur         | Personage |
| -------------- | --------- |
| Cassandra Naud | CW        |
| Emily Tennant  | Madison   |
| Rory J. Saper  | Ryan      |
| Sara Canning   | Jessica   |
| Paul Spurier   | Rupert    |
| Justin Sams    | Jay       |

## Release
Influencer werd uitgebracht tijdens het Brooklyn Horror Film Festival op 16 oktober 2022. De film werd opgepikt door meerdere filmfestivals en streamingdienst Shudder, die de film als Shrudder Original uitbracht in mei 2023.